# Драгомир Стефанов

Доцент Драгомир Желчев Стефанов  е български университетски преподавател, изследовател и политик.

## Биография
Драгомир Стефанов е роден на 22 март 1980 година в Бургас. Завършва Икономическия техникум в родния си град с отличие в специалност „Банково, застрахователно и осигурително дело”. По-късно завършва бакалавърска и магистърска степен по „Финанси” в Университета за национално и световно стопанство – София.
През 2011 година успешно придобива образователната и научна степен „доктор по икономика” към катедра „Икономика на туризма” в УНСС след защита на дисертационен труд на тема „Управление на инвестиционния процес в туризма”.
От 2006 година е сертифициран инвестиционен консултант при Комисията за финансов надзор, а от 2019-та – сертифициран оценител за оценка на недвижими имоти от Камарата на независимите оценители в България.
Като студент и докторант в периода 1998-2005 година, Стефанов е последователно секретар и председател на Студентския съвет при УНСС в два последователни мандата. В този период е член на Ректорски и Академичен съвет на УНСС от квотата на студентите. През 2000 година става учредител на Националното представителство на студентските съвети в Република България, а по-късно негов Административен директор. Бил е член на експертна група при множество институционални и програмни акредитации на висши училища в страната от квотата на студентите и докторантите.
Има петнадесетгодишен опит като консултант в инвестиционен посредник, бил е ликвидатор в търговско дружество и брокер на недвижими имоти. От 2018 година е Председател на Съвета на директорите на акционерно дружество за пропърти мениджмънт, управляващо търговски и офис имоти в София.
От 2012 година работи в катедра „Недвижима собственост” при Бизнес факултета на УНСС. Понастоящем е доцент и главен секретар по социално-битовите въпроси на учащите и чуждестранни студенти.
Доц. д-р Драгомир Стефанов чете лекции пред студенти по дисциплините „Финансиране на бизнеса”, „Управление на инвестиционно-строителни проекти”, „Финансиране и инвестиции в недвижими имоти”, „Управленско консултиране в бизнеса с недвижими имоти” и др.
Има над 30 публикации в областта на инвестиционния мениджмънт. Участвал е в 8 научноизследователски проекта, в т.ч. три финансирани от фонд „Научни изследвания” на МОН. Специализирал е в Англия (2007) и САЩ (2010).
Драгомир Стефанов влиза в политиката през 1999 година като член на СДС, Район „Студентски” в столицата. В периода 2001-2003 година е председател на МК на СДС, а 2002-2004 е избран за член на Областния съвет на СДС – София. През 2005 година напуска Съюза на демократичните сили, а няколко години по-късно се включва в екипа на Любен Дилов-син в „Движение Гергьовден”.
През 2011 година е избран за Организационен секретар на ПП "Движение Гергьовден", а от 2013 година до сега три пъти е избиран за председател на партията. В периода 2014 – 2017 г. е бил съветник по икономическите въпроси на народен представител в Четиридесет и третото народно събрание на Република България.
От 2017 година, доц. Драгомир Стефанов е главен редактор на индексираното научно списание „Недвижими имоти & Бизнес”, издавано от катедра „Недвижима собственост” при УНСС, а от 2019 година е член на УС на Българската фасилити мениджмънт асоциация.
От април 2024 година е заместник-кмет на Столична община, район „Студентски“ с ресор финанси, образование, култура и спорт.
Женен, с две деца.

## Творчество
Монографии и учебници:
1. Стефанов, Др., Усъвършенстване на инвестиционния процес в туризма, Авангард Прима, С., 2010. ISBN 978-954-323-759-3
2. Стефанов, Др., Управление на инвестиционния процес в туристическото предприятие, Авангард Прима, С., 2010. ISBN 978-954-323-707-4
3. Трифонова, С., Др. Стефанов, Изследване на притока/отлива на ПЧИ към и от българските фирми в условията на криза, Авангард Прима, С., 2014. ISBN 978-619-160-303-9
4. Стефанов, Др., Финансиране и инвестиции в недвижими имоти, ИК-УНСС, С., 2018. ISBN 978-619-232-057-7
5. Стефанов, Др., Усъвършенстване на управлението на инвестиционно-строителни проекти в България, Авангард Прима, С., 2019. ISBN 978-619-239-301-4

## Статии и доклади
1.Стефанов, Др., Иновации в сектора на недвижимите имоти, Строително предприемачество и недвижима собственост, ИУ-Варна: Наука и икономика, 2013, том 28, с. 212-224, ISSN 1313-2369
2. Stefanov, Dr., Communication Technology in the Field of Building Management Systems, 3rd International Conference on Application of Information and Communication Technology and Statistics in Economy and Education – 2013, UNWE, 2014, p. 432-437, ISBN 978-954-644-586-5
3. Стефанов, Др., Доброволната продажба като вариант за излизане от дълг, Управление и образование, 2014, том 10, кн. 1, с. 72-80, ISSN 1312-6121.
4. Stefanov, Dr., The impact of Worldwide economic crisis over development of the investment process in Bulgarian tourism, Инфраструктура и Комуникации, 2014, том. 9, p. 338-343, ISSN 1314-0930.
5. Стефанов, Др., Управленско консултиране в бизнеса с недвижими имоти, Управление и образование, 2014, том 10, кн. 2, с. 100-107, ISSN 1312-6121.
6. Stefanov, Dr., Gray Economy Share in Tourism in Bulgaria, ANNUAL Assen Zlatarov University Burgas, 2014, Vol. XLIII, Book 2, p. 117-124, ISSN 1312-1359.
7. Стефанов, Др., Влияние на сектора на недвижимата собственост върху икономическия растеж на България, Интелигентна специализация на България, МВБУ, 2014, с. 234-247, ISBN 978-954-9432-64-0 (CD).
8. Стефанов, Др., Развитие на ипотечния пазар в България, Строително предприемачество и недвижима собственост, ИУ-Варна: Наука и икономика, 2015, том 30, с. 156-165, ISSN 1313-2369.
9. Стефанов, Др., Тенденции на пазара на недвижими имоти в САЩ през 2013 г., Управление на недвижимата собственост, ИК-УНСС, 2016, с. 168-177, ISBN 978-954-644-884-2.
10. Стефанов, Др., Следкризисни тенденции на ипотечния пазар у нас, Следкризисният финансов свят – стагнация или радикална промяна, ИК-УНСС, 2016, с. 300-307, ISВN 978-954-644-821-7.
11. Стефанов, Др., Състояние и проблеми пред хотелската недвижима собственост в България, Търговският и туристическият бизнес в условия на интелигентен, устойчив и приобщаващ растеж, Академично издателство „Ценов” – Свищов, 2016, с. 232-238, ISBN 978-954-23-1150-8.
12. Стефанов, Др., Интелигентните сгради и системите за сградна автоматизация, Недвижими имоти и бизнес, 2017, том 1, кн. 2, с. 93-98, ISSN 2603-2759.
13. Стефанов, Др., Нови реалности и предизвикателства във финансирането и инвестициите в недвижими имоти, Икономиката на България и ЕС в променяща се политическа, социална и икономическа среда”, УНСС, 2017, с. 266-275, ISBN 978-954-8590-43-3.
14. Стефанов, Др., Секторът на недвижимата собственост – зона на икономическа (не)свобода, Икономическата несвобода, ИК-УНСС, 2017, с. 215-221, ISBN 978-954-644-932-0.
15. Стефанов, Др., Иванова, Св., Икономическата ефективност на агенциите за недвижими имоти като показател за тяхното устойчиво развитие, Управление и устойчиво развитие, 2018, том 72, кн. 5, с. 79-85, ISSN 1311-4506.
16. Стефанов, Др., Димитрова, М, Процедурата за набиране и подбор на персонал – ключов фактор за устойчивото развитие на агенциите за недвижими имоти, Управление и устойчиво развитие, 2018, том 72, кн. 5, с. 73-79, ISSN 1311-4506.
17. Стефанов, Др., Тенденции на пазара на жилищни недвижими имоти в София, Управление и образование, 2018, том 14, кн. 1, с. 72-80, ISSN 1312-6121.
18. Стефанов, Др., Ипотечното кредитиране – ключов фактор на пазара на жилищни недвижими имоти, Научни трудове – УНСС, 2018, том 4, с. 61-75, ISSN 0861-9344.
19. Stefanov, Dr., Optimization of Investment Costs in Construction by Planning the Time for Implementing Activities, International Journal of Business and Social Science, 2019, vol. 10, No 5, p. 11-16, ISSN 2219-6021
20. Стефанов, Др., Състояние на Фасилити мениджмънт бизнеса в България, Научни трудове – УНСС, 2019, том 2, с. 277-291, ISSN 0861-9344.
21. Стефанов, Др., Димитрова, М., Анализ на някои тенденции в развитието на строителната дейност на страните от ЕС, Строително предприемачество и недвижима собственост, ИУ-Варна: Наука и икономика, 2019, с. 171-181, ISSN 1313-2369
22. Стефанов, Др., The Developer – a key participant in the Investment-construction projects, Недвижими имоти и бизнес, 2021, том 5, кн. 4, с. 212-219. ISSN 2603-2759.